# UFC 168
UFC 168: Weidman vs. Silva 2（ユーエフシー・ワンシックスティエイト：ワイドマン・バーサス・シウバ・ツー）は、アメリカ合衆国の総合格闘技団体「UFC」の大会の一つ。2013年12月28日、ネバダ州ラスベガスのMGMグランド・ガーデン・アリーナで開催された。

## 大会概要
本大会ではUFC世界ミドル級タイトルマッチとUFC世界女子バンタム級タイトルマッチが組まれた。

### カード変更
負傷などによるカードの変更は以下の通り。
- シェイン・デル・ロザリオ vs. グトー・イノセンチ → 両者の負傷により中止

## 試合結果

### アーリープレリム
第1試合 フェザー級ワンマッチ 5分3R
○  ロビー・ペラルタ vs.  エステヴァン・ペイヤン ×
3R 0:12 TKO（左ストレート→パウンド）
第2試合 ウェルター級ワンマッチ 5分3R
○  ウィリアム・マカリオ vs.  ボビー・ヴォルカー ×
3R終了 判定3-0（30-27、30-27、30-27）

### プレリミナリーカード
第3試合 ウェルター級ワンマッチ 5分3R
○  ジョン・ハワード vs.  シアー・バハドゥルザダ ×
3R終了 判定3-0（30-27、30-27、30-27）
第4試合 フェザー級ワンマッチ 5分3R
○  デニス・シヴァー vs.  マニー・ガンブリャン ×
3R終了 判定3-0（29-28、29-28、29-28）
※シヴァーの薬物検査失格によりノーコンテスト。
第5試合 ライト級ワンマッチ 5分3R
○  マイケル・ジョンソン vs.  グレイゾン・チバウ ×
2R 1:32 KO（左ストレート→パウンド）
第6試合 ミドル級ワンマッチ 5分3R
○  ユライア・ホール vs.  クリス・リーベン ×
1R終了時 TKO（棄権）

### メインカード
第7試合 68.7kg契約ワンマッチ 5分3R
○  ダスティン・ポイエー vs.  ディエゴ・ブランダオン ×
1R 4:54 KO（パウンド）
※ブランダオンの体重超過によりフェザー級から変更。
第8試合 ライト級ワンマッチ 5分3R
○  ジム・ミラー vs.  ファブリシオ・カモエス ×
1R 3:42 腕ひしぎ十字固め
第9試合 ヘビー級ワンマッチ 5分3R
○  トラヴィス・ブラウン vs.  ジョシュ・バーネット ×
1R 1:00 KO（肘打ち）
第10試合 UFC世界女子バンタム級タイトルマッチ 5分5R
○  ロンダ・ラウジー vs.  ミーシャ・テイト ×
3R 0:58 腕ひしぎ十字固め
※ラウジーが2度目の防衛に成功。
第11試合 UFC世界ミドル級タイトルマッチ 5分5R
○  クリス・ワイドマン vs.  アンデウソン・シウバ ×
2R 1:16 TKO（左脚の骨折）
※ワイドマンが初防衛に成功。

### 各賞
ファイト・オブ・ザ・ナイト： ロンダ・ラウジー vs. ミーシャ・テイト
ノックアウト・オブ・ザ・ナイト： トラヴィス・ブラウン
サブミッション・オブ・ザ・ナイト： ロンダ・ラウジー
各選手にはボーナスとして7万5,000ドルが支給された。